# Mistrovství Evropy ve fotbale hráčů do 17 let 2013
Mistrovství Evropy ve fotbale hráčů do 17 let 2013 se konalo od 5. do 17. května na Slovensku. Jednalo se o 12. ročník turnaje v této věkové kategorii, kterého se účastnilo osm týmů. Obhájcem titulu byla reprezentace Nizozemska, která vyhrála předchozí dva ročníky. Turnaje se mohli účastnit hráči narození nejdříve 1. ledna 1996.

## Kvalifikované týmy
| Země       | Kvalifikován jako          | Předchozí účasti na závěrečném turnaji (Od roku 2002) |
| ---------- | -------------------------- | ----------------------------------------------------- |
| Slovensko  | Hostitel                   | První účast                                           |
| Chorvatsko | Vítěz kvalifikační skupiny | 1 (2005)                                              |
| Rakousko   | Vítěz kvalifikační skupiny | 2 (2003, 2004)                                        |
| Švédsko    | Vítěz kvalifikační skupiny | První účast                                           |
| Ukrajina   | Vítěz kvalifikační skupiny | 3 (2002, 2004, 2007)                                  |
| Švýcarsko  | Vítěz kvalifikační skupiny | 5 (2002, 2005, 2008, 2009, 2010)                      |
| Rusko      | Vítěz kvalifikační skupiny | 1 (2006)                                              |
| Itálie     | Vítěz kvalifikační skupiny | 3 (2003, 2005, 2009)                                  |

## Stadiony
- Štadión pod Dubňom, Žilina (Kapacita 10 831)
- Mestský Štadión, Dubnica nad Váhom (Kapacita 5 156)
- Štadión pod Zoborom, Nitra (Kapacita 5 050)
- Štadión FC ViOn, Zlaté Moravce (Kapacita 3 300)

## Skupinová fáze
|  | Tým postupující do semifinále a na Mistrovství světa ve fotbale hráčů do 17 let 2013 |
|  | Tým postupující na Mistrovství světa ve fotbale hráčů do 17 let 2013                 |

### Skupina A
| Tým       | Z | V | R | P | VG | IG | +/- | B |
| --------- | - | - | - | - | -- | -- | --- | - |
| Slovensko | 3 | 1 | 2 | 0 | 3  | 2  | +1  | 5 |
| Švédsko   | 3 | 1 | 2 | 0 | 2  | 1  | +1  | 5 |
| Rakousko  | 3 | 1 | 1 | 1 | 3  | 3  | 0   | 4 |
| Švýcarsko | 3 | 0 | 1 | 2 | 3  | 5  | −2  | 1 |

| 5. května 2013 14:30 CEST |        |          |                                                               |
| Slovensko                 | 1 – 0  | Rakousko | Mestský Štadión, Dubnica nad Váhom rozhodčí: Serdar Gözübüyük |
| Slaninka 80+2'            | Report |          | Mestský Štadión, Dubnica nad Váhom rozhodčí: Serdar Gözübüyük |

| 5. května 2013 19:30 CEST |        |             |                                                              |
| Švýcarsko                 | 0 – 1  | Švédsko     | Štadión pod Dubňom, Žilina rozhodčí: Anastasios Sidiropoulos |
|                           | Report | Engvall 38' | Štadión pod Dubňom, Žilina rozhodčí: Anastasios Sidiropoulos |

| 8. května 2013 16:00 CEST |        |            |                                                         |
| Rakousko                  | 1 – 1  | Švédsko    | Mestský Štadión, Dubnica nad Váhom rozhodčí: Neil Doyle |
| Zivotic 49'               | Report | Suljic 44' | Mestský Štadión, Dubnica nad Váhom rozhodčí: Neil Doyle |

| 8. května 2013 18:00 CEST |        |                         |                                                      |
| Slovensko                 | 2 – 2  | Švýcarsko               | Štadión pod Dubňom, Žilina rozhodčí: Ivaylo Stoyanov |
| Varga 39' Slaninka 69'    | Report | Trachsel 22' Kamber 29' | Štadión pod Dubňom, Žilina rozhodčí: Ivaylo Stoyanov |

| 11. května 2013 16:30 CEST |        |           |                                                    |
| Švédsko                    | 0 – 0  | Slovensko | Štadión pod Dubňom, Žilina rozhodčí: Slavko Vinčić |
|                            | Report |           | Štadión pod Dubňom, Žilina rozhodčí: Slavko Vinčić |

| 11. května 2013 16:30 CEST |        |            |                                                                |
| Rakousko                   | 2 – 1  | Švýcarsko  | Mestský Štadión, Dubnica nad Váhom rozhodčí: Nerijus Dunauskas |
| Baumgartner 11' Ripic 35'  | Report | Kamber 57' | Mestský Štadión, Dubnica nad Váhom rozhodčí: Nerijus Dunauskas |

### Skupina B
| Tým        | Z | V | R | P | VG | IG | +/- | B |
| ---------- | - | - | - | - | -- | -- | --- | - |
| Rusko      | 3 | 1 | 2 | 0 | 4  | 1  | +3  | 5 |
| Itálie     | 3 | 1 | 2 | 0 | 3  | 2  | +1  | 5 |
| Chorvatsko | 3 | 1 | 2 | 0 | 2  | 1  | +1  | 5 |
| Ukrajina   | 3 | 0 | 0 | 3 | 2  | 7  | −5  | 0 |

| 5. května 2013 14:30 CEST                          |        |          |                                                          |
| Rusko                                              | 3 – 0  | Ukrajina | Štadión FC ViOn, Zlaté Moravce rozhodčí: Ivaylo Stoyanov |
| Khodzhaniyazov 47' Mayrovich 62' Zhemaletdinov 79' | Report |          | Štadión FC ViOn, Zlaté Moravce rozhodčí: Ivaylo Stoyanov |

| 5. května 2013 17:30 CEST |        |        |                                                 |
| Chorvatsko                | 0 – 0  | Itálie | Štadión pod Zoborom, Nitra rozhodčí: Neil Doyle |
|                           | Report |        | Štadión pod Zoborom, Nitra rozhodčí: Neil Doyle |

| 8. května 2013 14:00 CEST |        |            |                                                            |
| Rusko                     | 0 – 0  | Chorvatsko | Štadión FC ViOn, Zlaté Moravce rozhodčí: Nerijus Dunauskas |
|                           | Report |            | Štadión FC ViOn, Zlaté Moravce rozhodčí: Nerijus Dunauskas |

| 8. května 2013 18:00 CEST |        |                             |                                                    |
| Ukrajina                  | 1 – 2  | Itálie                      | Štadión pod Zoborom, Nitra rozhodčí: Slavko Vinčić |
| Vachiberadze 61'          | Report | Parigini 75' Pugliese 80+3' | Štadión pod Zoborom, Nitra rozhodčí: Slavko Vinčić |

| 11. května 2013 19:30 CEST |        |                                |                                                                  |
| Ukrajina                   | 1 - 2  | Chorvatsko                     | Štadión FC ViOn, Zlaté Moravce rozhodčí: Anastasios Sidiropoulos |
| Tsygankov 17'              | Report | Halilović 40' (pen.) Murić 71' | Štadión FC ViOn, Zlaté Moravce rozhodčí: Anastasios Sidiropoulos |

| 11. května 2013 19:30 CEST |        |             |                                                       |
| Itálie                     | 1 - 1  | Rusko       | Štadión pod Zoborom, Nitra rozhodčí: Serdar Gözübüyük |
| Capradossi 43'             | Report | Gasilin 12' | Štadión pod Zoborom, Nitra rozhodčí: Serdar Gözübüyük |

## Vyřazovací fáze

### Semifinále
| 14. května 2013 16:00 CEST |        |                            |                                                        |
| Slovensko                  | 0 – 2  | Itálie                     | Štadión pod Dubňom, Žilina rozhodčí: Nerijus Dunauskas |
|                            | Report | Pugliese 3' Capradossi 64' | Štadión pod Dubňom, Žilina rozhodčí: Nerijus Dunauskas |

| 14. května 2013 20:30 CEST |        |         |                                                    |
| Rusko                      | 0 − 0  | Švédsko | Štadión pod Dubňom, Žilina rozhodčí: Slavko Vinčić |
|                            | Report |         | Štadión pod Dubňom, Žilina rozhodčí: Slavko Vinčić |

| |        | Penaltový rozstřel                                                                                          |  |
| Rudkovskiy Zhemaletdinov Khodzhaniyazov Sheydaev Gasilin Parshikov S. Makarov Likhachev Barinov Mitryushkin Sheydaev | 10 - 9 | Ssewankambo Wahlqvist Lipovac Berisha Halvadzić Bergman Sonko Sundberg Suljić S. Ramhorn Mohlin Ssewankambo |  |

### Finále
| 17. května 2013 18:00 CEST |        |       |                                                              |
| Itálie                     | 0 − 0  | Rusko | Štadión pod Dubňom, Žilina rozhodčí: Anastasios Sidiropoulos |
|                            | Report |       | Štadión pod Dubňom, Žilina rozhodčí: Anastasios Sidiropoulos |

|                                                               |       | Penaltový rozstřel                                                      |  |
| Di Molfetta Cerri Sciacca Capradossi Dimarco Parigini Palazzi | 4 - 5 | Sheydaev Khodzhaniyazov Parshikov Buranov Gasilin A. Makarov S. Makarov |  |